# اودینسا
اودینسا (انگلیسی: Odinsa) شرکت ساخت‌وساز کلمبیایی است، که در سال ۱۹۹۲ تأسیس شد.